# Arboa berneriana
Arboa berneriana är en passionsblomsväxtart som först beskrevs av Louis René Tulasne, och fick sitt nu gällande namn av Mats Thulin och Razafim.. Arboa berneriana ingår i släktet Arboa och familjen passionsblomsväxter. Inga underarter finns listade i Catalogue of Life.